# Michaël I Rangabe

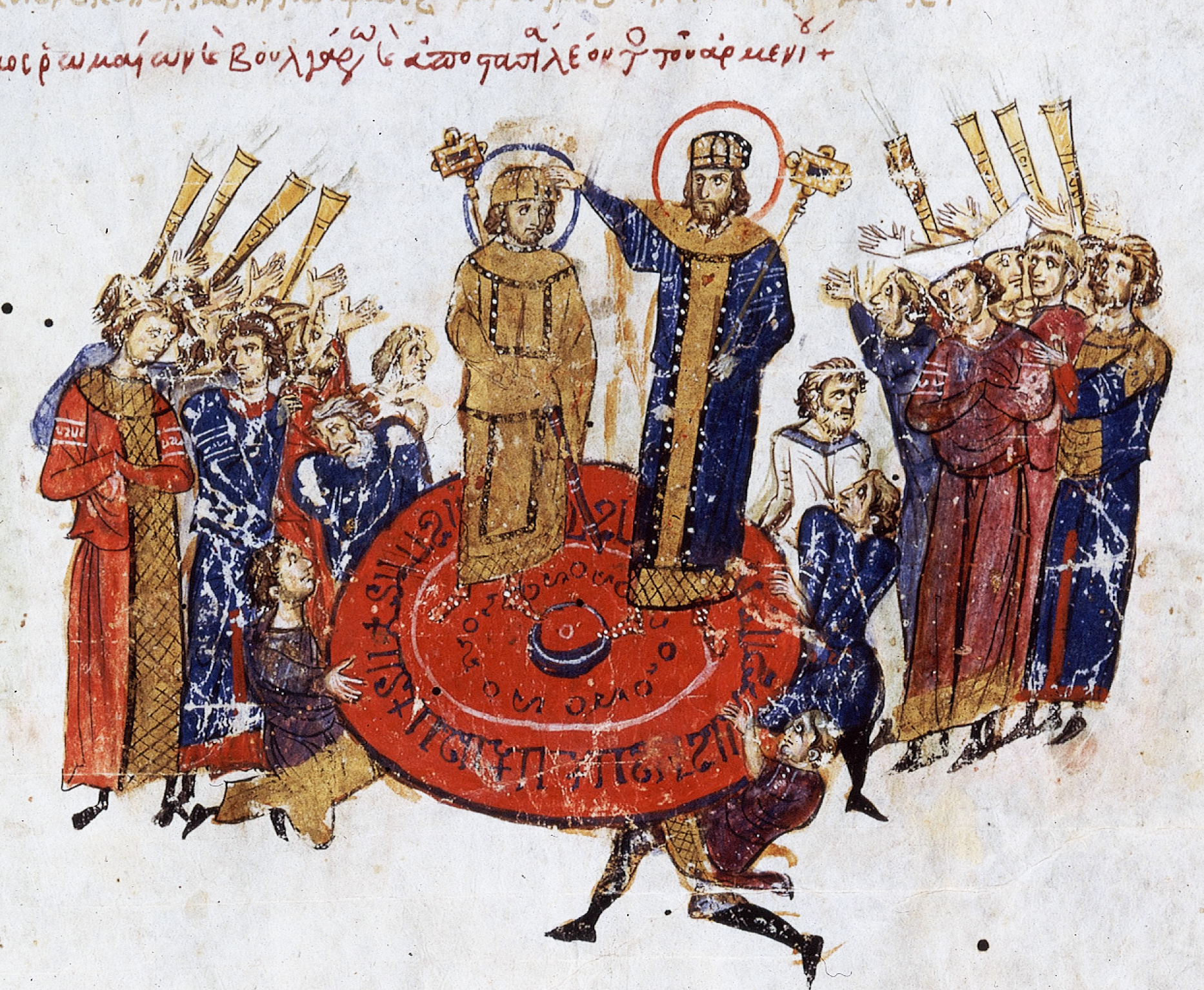
Michael I Rangabe wordt tot keizer gekroond, uit het manuscript bekend onder de naam Madrid Skylitzes (Sicilië, 12e eeuw)

Michaël I Rangabe (Grieks: Μιχαήλ Α΄ Ραγγαβέ, Mikhaēl I Rangabe) (ca. 770? - 845) was van 811 tot 813 keizer van Byzantium.
Zijn vader Theophylaktos was admiraal van de Egeïsche vloot van Byzantium. Michaël trouwde met Prokopia, een dochter van Nikephoros, de 'minister van financiën' onder keizerin Irene. Toen zijn schoonvader Irene wist af te zetten en zelf de troon besteeg als Nikephoros I, schonk hij zijn schoonzoon een van de hoogst denkbare hoftitels, hij maakte Michaël Kouropalates, een soort ere-majordomus. 
Michaël overleefde de rampzalige veldtocht tegen de Bulgaarse Khan Kroem, waarbij de keizer zelf sneuvelde en diens zoon en opvolger Staurakios zwaargewond raakte. Deze wilde de troon niet aan zijn zwager afstaan, en daarom dwongen Michaëls aanhangers hem af te treden. De dodelijk gewonde Staurakios stierf pas enkele maanden later in een klooster. 

## Keizerschap
Michaël is de eerste keizer met een familienaam. Het is wel gesuggereerd dat de naam van het Slavische rokavu stamt, maar dat is niet zeker. Het is wel duidelijk dat in zijn tijd de grote magnatenfamilies meer aan invloed wonnen.
Michaël wilde de tegenstellingen in zijn rijk verminderen en verlichtte daarom de strenge belastingen die Nikephoros had opgelegd. Anderzijds voelde hij zich verplicht veel geld uit te geven aan het leger, aan de bureaucratie en aan de Kerk. Hij vervolgde de iconoclasten en betoonde zich een vroom man - waardoor hij een goede reputatie verwierf in de beeldbepalende Kroniek van zijn tijdgenoot Theophanes Confessor.
In 812 reisden afgevaardigden van Michaël naar het verre Aken om keizer Karel de Grote als basileus te erkennen, zonder verdere toelichting, in ruil voor de teruggave van een aantal verloren gebiedsdelen, onder meer Venetië, dat toen nog niet zo'n belangrijke stad was. Dat was gezichtsverlies voor Byzantium, omdat er altijd maar één keizerrijk geweest was, ook al was er soms meer dan één keizer. 
In datzelfde jaar stelden de Bulgaren onder Khan Kroem een vrede voor. Het voorstel leek verdacht veel op een ultimatum. Toen Michaël aarzelde, nam Kroem Mesembria in, tegenwoordig de stad Nesebar. Michaël trad in het strijdperk, maar na enkele kleine successen verloor hij de Slag bij Versinikia op 22 juni 813, waarbij het oppermachtige Byzantijnse leger eerloos op de vlucht gedreven werd. Michaël trad af en droeg de keizerlijke waardigheid over aan zijn meer besluitvaardige generaal Leo de Armeniër, die bekend is als Leo V van Byzantium.

## Naleven
Leo vernietigde de dynastieke aspiraties van Rangabe door de zonen van Michaël te castreren. Een van hen, Niketas (797-877), zou het onder de naam Ignatius nog tot patriarch van Constantinopel brengen en werd spoedig na zijn overlijden heilig verklaard. Oud-keizer Michaël zelf leefde nog dertig jaar vreedzaam in een klooster op het Prinseneiland Proti, tegenwoordig Kınalıada. 